# TJ Sokol Pražské Předměstí
TJ Sokol Pražské Předměstí je tělovýchovný spolek, který byl založen v roce 1895 a existuje dosud.

## Historie
Ustavující valná hromada Tělocvičné jednoty Sokol na Pražském Předměstí se konala 24. července 1895 za účasti více než 80 lidí. Jednota byla hned přijata do Župy Orlické. Do deseti dnů byla svolána ustavující valná hromada. Výbor jednoty se poprvé sešel 8. srpna 1895. První cvičení se konalo 28. září téhož roku v sále na Střelnici, k tělovýchovným akcím přibyly v následujících letech též akce kulturní a osvětové. Někteří z členů jednoty se stali i župními činiteli, např. Jindřich Tomášek byl spolu s J. Fáborským z Týniště nad Orlicí dozorcem účtů. 2. února 1896 došlo v župní schůzi cvičitelského sboru k rozdělení župy orlické ve 4 okrsky. Pražskopředměstský Sokol byl zařazen spolu s jednotami v Hradci Králové, Novém Hradci Králové, Plotištích nad Labem, Kuklenách a Nechanicích do I. okrsku.
Již v roce 1896 založila jednota vlastní dorostový odbor, o dva roky později ženský odbor. Ženy, jež se chtěly stát činnými nebo přispívajícími členkami, se hlásily u A. Košťálové, manželky starosty jednoty. Ustavující schůze odboru se konala 3. června 1898. Starostkou byla zvolena paní Richtrová a jednatelkou slečna Kuthanová. Odbor čítal 47 žen. Spolková místnost byla přeložena do hotelu Holub, cvičení se od roku 1898 mohla konat v budově nově postavené školy. 17. ledna 1897 zůstal starostou Rudolf Košťál, místopředsedou byl zvolen František Paul, náčelníkem Jar. Novák, jednatelem Jan Vobořil a pokladníkem Jan Tvrdík.
6. ledna 1898 byl na valné hromadě zvolen starostou Rudolf Košťál, místostarostou J. Stejskal, náčelníkem MUDr. Ladislav Tvrzský. Přesně na den o rok později se stal starostou pan Stejskal, místostarostou Richter a náčelníkem Novák. Koncem století měla jednota 62 členy. Roku 1903 bylo mezi členy jednoty sebráno 100 svazků knih a podle pokynu vzdělávacího odboru ČOS byly zaslány jednotě v Kunčičkách ve Slezsku. V roce 1914 měla jednota 97 členů, z toho 34 žen. Činnost narušila 1. světová válka, neboť řada mužů z řad Sokolů byla na frontě.
V prvních týdnech nové republiky dochází opět k rozmachu; k akcím tělovýchovným, sportovním, kulturním (14. února 1931 Karneval na Jadranu v sále hotelu Koruna) a osvětovým se připojuje i pořádání ochotnických představení. Členové jednoty se v předválečné době zúčastnili Všesokolských sletů v roce 1920, 1926, 1932 a 1938. V roce 1921 měla jednota 297 členů. Významným činitelem jednoty byl Karel Paris, který působil mj. jako pokladník jednoty a roku 1937 byl zvolen čestným členem a čestným praporečníkem Sokola Pražské Předměstí.
Velkým problémem zůstávala tělocvična, teprve roku 1924 byl na Sokolovnu upraven bývalý Obecní dům v Chelčického ulici čp. 201, postavený roku 1903 a od obce odkoupený o 20 let později. Tato Sokolovna byla však považována za pouhé provizorium; v roce 1926, kdy bylo zřízeno letní cvičiště, vzniká stavební odbor Sokola, z nějž vzniká později Družstvo pro postavení Sokolovny. Pro nedostatek financí zůstalo však při pouhé adaptaci stávající budovy, která mohla být zahájena až v roce 1939, kdy měla jednota 538 členů a řadu odborů mj. loutkářský, hudební, pořadatelský aj.
Stavba Sokolovny byla dokončena stavitelem A. Slejškou roku 1940. Prvním podnikem, který se v ní konal, byl 25. září tělocvičný závod na nářadí mezi DTJ Pražské Předměstí a místním Sokolem, jenž navazoval na lehkoatletické závody, které skončily v poměru 145.5:125.5 bodu pro DTJ. Při konečném závodu se však poměr obrátil ve prospěch Sokola (93:50), takže vítězství v poměru 218.5:195.5 připadlo Sokolu. Jmenujme i jednotlivé vítěze. Mezi dorostenci dominovali Hertík (DTJ, hrazda), Hofman (Sokol, bradla), Kujal (Sokol, kůň na dél), Přibyl (Sokol, prostná); v mužích Tomáš (Sokol, hrazda), Svoboda (Sokol, bradla a kruhy), Čermák (Sokol, kůň na šíř), Gotvald (Sokol, kůň na dél a prostná) a mezi ženami Růžičková (Sokol, bradla), Vojtíšková (Sokol, kůň na šíř a prostná), Jarolímková (DTJ, prostná). Následně byly zavedeny zimní hry, např. byly zahájeny zápasy v košíkové.
Jednota se však z nové Sokolovny netěšila dlouho, neboť v roce 1941 byla činnost Sokola v celoprotektorátním měřítku zakázána. Za okupace se řada Sokolů z Pražského Předměstí zapojila do odbojové organizace „Jindra“; 15 lidí bylo popraveno či zahynulo v koncentračních táborech.
K obnovení činnosti jednoty došlo hned 19. května 1945, v říjnu se pak konaly slavnostní oslavy 50. výročí vzniku jednoty. V té době byla pražskopředměstská a královéhradecká jednota největšími v celé župě. Roku 1946 se jednota rozhodla vybudovat své stálé prázdninové tábořiště na Čiháku, zároveň bylo rozhodnuto o přístavbě sokolovny a upraveno letní hřiště. V lednu každého roku měl své místo tradiční ples, v prosinci mikulášské zábavy. V prosinci 1950 se konala členská schůze, na níž bylo rozhodnuto o zapojení do národní jednoty Slávia Hradec Králové. Na základě zákona o organizaci tělesné výchovy a sportu z 12. prosince 1952 byla vytvořena nová organizační struktura tělesné výchovy a sportu, a to podle pracovních úseků. Bývalý Sokol Pražské Předměstí se v únoru 1953 zapojil do dobrovolné sportovní organizace Dynamo, sdružující pracovníky z oboru dopravy, energetiky a státních statků. Do čela jednoty byl postaven J. Tajovský.
Po listopadové revoluci v roce 1989 se znovu uvažovalo o obnovení činnosti Sokola na Pražském Předměstí. Bylo svoláno jednání oddílu bývalé ZRTV, kde se většina usnesla na obnovení Sokola a po mnoha jednáních v bývalém Dynamu došlo k ustavení TJ Sokol Pražské Předměstí a k jeho registraci 8. listopadu 1990 na ministerstvu vnitra.
V současnosti má jednota skoro 600 členů ve čtyřech oddílech. V sokolské všestrannosti cvičí děti od dvou let se svými rodiči, a dále žactvo, dorost, ženy, muži a v neposlední řadě také senioři ve věrné gardě. Dále jsou v jednotě sportovní oddíly basketbalu, stolního tenisu, volejbalu a pétanque.